# Ганкі
Ганкі (пол. Hanki) — село в Польщі, у гміні Мірославець Валецького повіту Західнопоморського воєводства.
Населення — 334 особи (2011).
У 1975-1998 роках село належало до Пільського воєводства.

## Демографія
Демографічна структура станом на 31 березня 2011 року:
|          | Загалом | Допрацездатний вік | Працездатний вік | Постпрацездатний вік |
| -------- | ------- | ------------------ | ---------------- | -------------------- |
| Чоловіки | 172     | 43                 | 119              | 10                   |
| Жінки    | 162     | 39                 | 94               | 29                   |
| Разом    | 334     | 82                 | 213              | 39                   |